# Andreas Friedrich Bauer
Pour les articles homonymes, voir Bauer.
Andreas Friedrich Bauer (né le 18 août 1783 à Stuttgart, mort le 27 décembre 1860 à Wurtzbourg) est un ingénieur et entrepreneur allemand.

## Biographie
Andreas Bauer fait un apprentissage à Stuttgart en mécanique et en optique, avant de se consacrer à l'étude des mathématiques à Tübingen.
En 1800, il émigre en Angleterre. Il fait la connaissance en 1807 de Friedrich Koenig. Ils mettent au point une machine à imprimer rapide pour le journal The Times.
En 1818, Koenig et Bauer rentrent en Allemagne et fondent dans l'ancien monastère d'Oberzell, près de Wurtzbourg, leur manufacture de machines : Koenig & Bauer AG. À la mort de Koenig en 1833, sa veuve s'associe à Bauer pour continuer l'activité.
En 1847, sous sa direction, il repense une presse capable de 6 000 impressions par heure. Une autre invention d'Andreas F. Bauer est l'application d'une rotation dans le fonctionnement de la presse typographique. La première machine de ce système est livrée en 1840 à Leipzig.

## Capacité d'impression
Le tableau compare la capacité de production de Koenig & Bauer, de leurs machines à imprimer par rapport aux anciennes machines manuelles.
|                       | Presses manuelles           | Presses manuelles       | Machines mécaniques | Machines mécaniques | Machines mécaniques | Machines mécaniques |
|                       | Presse de Gutenberg um 1600 | Stanhope-Presse um 1800 | Bauer & Koenig 1812 | Bauer & Koenig 1813 | Bauer & Koenig 1814 | Bauer & Koenig 1818 |
| Impressions par heure | 240                         | 480                     | 800                 | 1 100               | 2 000               | 2 400               |